# علي بن محمد الإيادي
علي بن محمد الإيادي (؟، تونس - 976، القاهرة) كان شاعرا مغربيا في القرن 4 هـ/ 10 م. هو شاعر بلاط الدولة العبيدية (في قيروان والمهدية) ومن أهمهم. نشأ وتربي بتونس. خدم الخلفاء القائم، المنصور والمعز. ذكره محمد بن شرف فقال: «وأما علي بن الإيادي التونسي فشعره المورد العذب، ولفظه اللؤلؤ الرَّطب، وهو بُحتُريُّ الغرب، يصف الحمام، فيروق الأنام، ويشبِّب فيعشق ويحبِّب».

## سيرته
هو علي بن محمد الإياديُّ، نشأ في مدينة تونس والتحق بخدمة الدولة العبيدية/الفاطمية في القيروان والمهدية في أيام القائم بأمر الله وأيام اسماعيل المنصور. وكان مُعظّماً لدى الملوك وعند الخاصّة والعامّة. وعُمَّر طويلاً وكانت وفاته سنة 365 هـ/976 م.

يعتبر علي بن الإيادي في التاريخ الأدب العربي شاعراً سهل الكلام عذب القول رائق النظم متين السبك يحسن الوصف والغزل والمدح، وقد سار شعره في أيامه على الألسنة.

## شعره

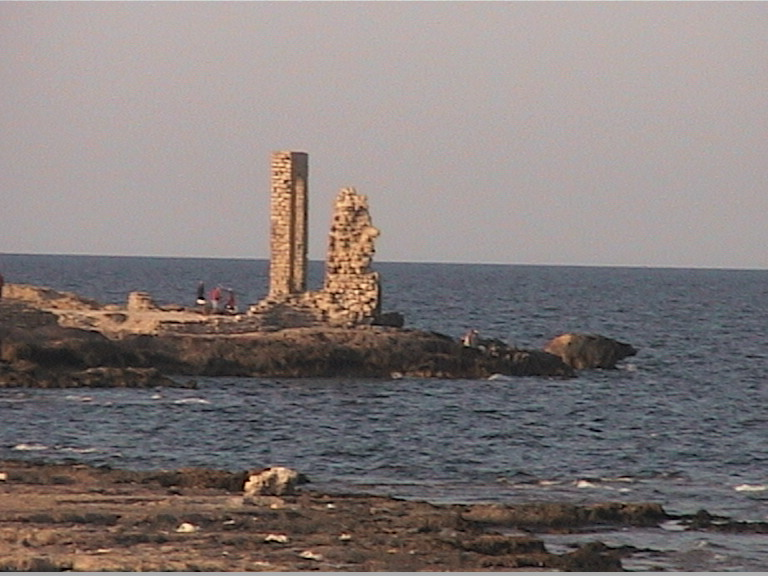
الإيادي هو من الشعراء بلاط الفاطميون وله قصيدة مشهورة في الوصف أسطول القائم بأمر الله الفاطمي الذي في عهده غزا الأسطول الفاطمي جنوة الإيطالية وجزيرة سردينيا.

من شعره في وصف أسطول القائم بأمر الله الفاطمي بالمهدية:
قال شوقي ضيف عن هذه قصيدة:«وتصويره للسفن بأنها منتصبة الصدر كالصقر تترقّب ما تنفضُّ عليه تصوير بديع، ويتصور اللون الأبيض في أعاليها كأنه ثياب ترهب، ويتحدث عن نار النفط التي تقذفها بألسنتنها علی الأعداء وعما يحفُّها من مجادف مصفوفة في الجانبين تطير بها عباب البحر المتوسط طيرانا. ويطيل في وصف الأسطول متنقلا بين تصاوير رائعة وهي قصيدة بديعة.»
له قصيدة ثانية وصف فيها القصر الذي أنشأه المنصور بِصَبرة إحدی ضواحي المهدية، وفيه يقول: